# Curtis Dickey
Curtis Raymond Dickey (Madisonville, 27 novembre 1956) è un ex giocatore di football americano statunitense che ha militato nel ruolo di running back nella National Football League (NFL).

## Carriera
Dickey al college giocò a football con i Texas A&M Aggies. Fu scelto dai Baltimore Colts come quinto assoluto nel Draft NFL 1980. Ebbe una stagione da rookie di alto livello segnando 11 touchdown su corsa ma la sua migliore annata da professionista giunse nel 1983 quando corse 1.122 yard e 4 touchdown. Rallentato dagli infortuni subiti nel corso della carriera, si ritirò dopo avere passato la stagione 1986 tra le file dei Cleveland Browns.